# Колесніченко Вадим Васильович
Вади́м Васи́льович Колесніче́нко (нар. 21 березня 1958, Умань, Черкаська область, Українська РСР, СРСР) — колишній український політик, проросійський колобораціоніст, агроном та юрист за освітою, у 2006—2014 народний депутат України (2006—2014), до 2014 заступник голови фракції Партії регіонів у Верховній Раді України. Член російської політичної партії «Родіна».
Відомий неприязню до української мови, українофобськими та сепаратистськими поглядами, зокрема 2014 року сприяв анексії Криму Росією.
Із 2014 року — громадянин Росії та переховується від українських правоохоронців.

## Життєпис
Батько — Василь Корнійович Колесніченко (1935 р. н.). За словами Вадима Колесніченка, його батько згорів у танку в Білорусі під час Другої Світової війни 1941—1945 років.
Освіта: Уманський сільськогосподарський інститут (1975—1980), вчений агроном; Українська юридична академія (1987—1992), юрист.
- 1975—1976 — робітник стадіону, м. Умань,
- з 03.1981 — головний агроном, колгосп «Слава» Володимир-Волинського району Волинської області.
- з 01.1982 — 1-й секретар, Володимир-Волинський МК ЛКСМУ
- 1982—1984 — служба в армії
- 1984—1985 — майстер підрядних робіт ремонтно-будівельного управління, м. Євпаторія,
- з 06.1985 — оперуповноважений відділу боротьби з розкраданням соціалістичної власності, УВС м. Ялти Кримської області.
- 1989 — інструктор, а з 10.1989 — голова контрольної комісії, Ялтинський МК КПУ.
- з 03.1992 — юрист у Ялтинській філії «Інтерконтбанку»
- 1993—1996 — юрист у санаторії «Узбекистан», м. Ялта.
- з 02.1996 — юрист, ПП «Улибка», ТОВ «Улибка-ЮБК», ТОВ «Бєлий Лєв»,
- з 06.2003 — заступник голови з питань ідеології та місцевого самоврядування, Севастопольське міське відділення Партії регіонів.

### Політична діяльність
Член Партії регіонів з квітня 2001. Народний депутат України 5-го скликання 04.2006-11.2007 від Партії регіонів, № 180 в списку. На час виборів: заступник голови з питань ідеології та місцевого самоврядування Севастопольського міського відділу Партії регіонів, член ПР член Комітету з питань правосуддя (з 07.2006), член фракції Партії регіонів (з 05.2006).
Народний депутат України 6-го скликання 11.2007-12.2012 від Партії регіонів, № 175 в списку. Заступник голови фракції Партії регіонів у Верховній Раді України Голова підкомітету з питань звільнення суддів та реагування на порушення законодавства у сфері правосуддя Комітету Верховної Ради України з питань правосуддя. Кандидат юридичних наук, доцент. Заслужений юрист України. Член групи з міжпарламентських зв'язків з Ізраїлем, Францією, Австрєю, Алжиром, Румунією, Італією, Німеччиною, Бельгією та РФ.
Народний депутат України 7-го скликання з 12.2012, виборчий округ № 225, місто Севастополь, від Партії регіонів. За 43,01 %, 16 суперників. На час виборів: народний депутат України, член Партії регіонів. Член фракції Партії регіонів (з 12.2012). Член Комітету з питань верховенства права та правосуддя (з 12.2012).

#### Законотворчість

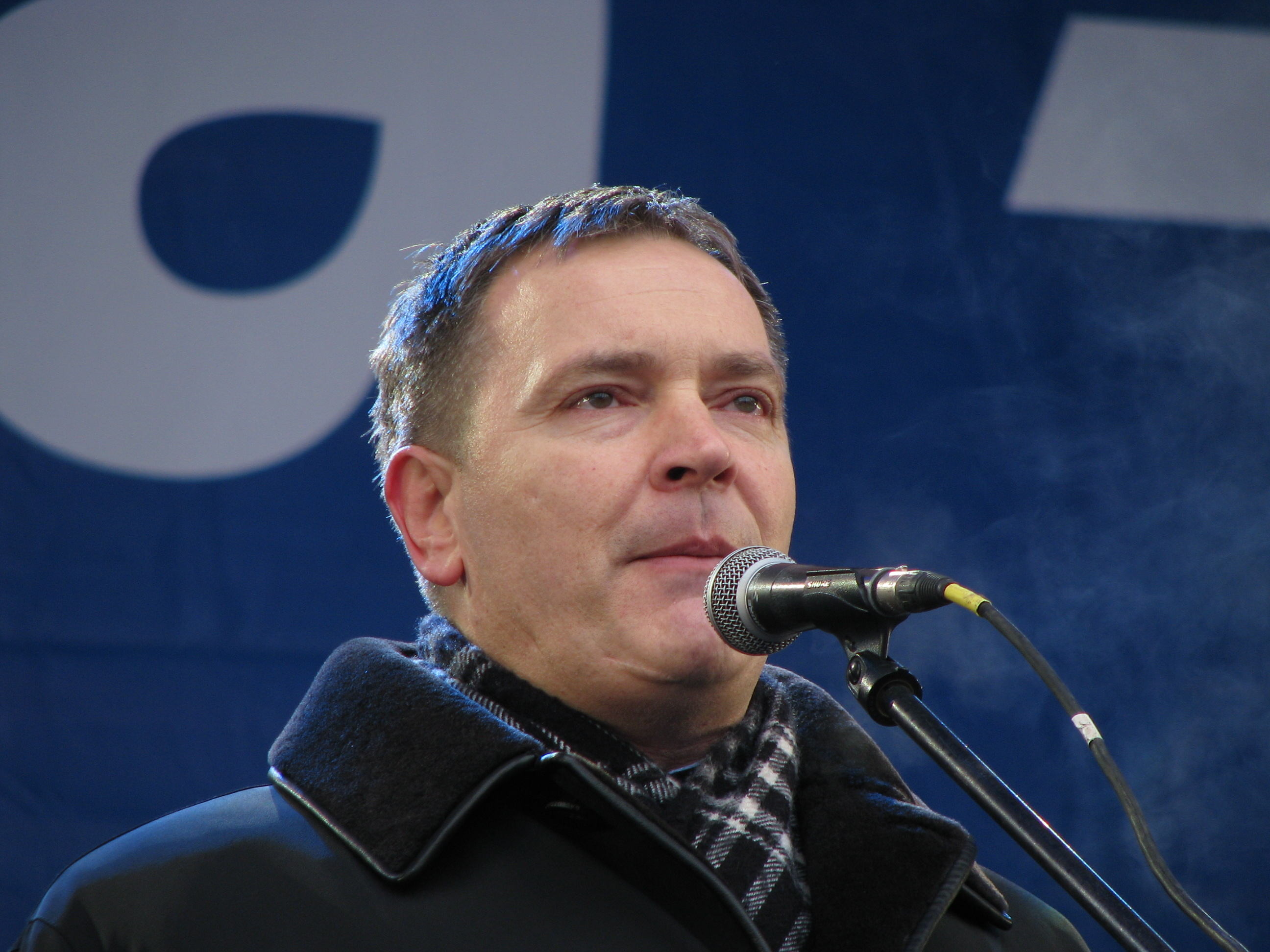
Виступ на мітингу під ЦВК України на підтримку підрахунку голосів на користь Януковича на президентських виборах 2010 року

Співавтор суперечливого проєкту закону «Про засади державної мовної політики» (неофіційно відомий як закон Колесніченка-Ківалова або «мовний закон»), котрий викликав хвилю обурення в українському суспільстві, багатотисячні мітинги протесту та громадянські кампанії «Займіться ділом, а не язиком!» та «Помста за розкол країни». Активно підтримував «політичне русинство».
Співавтор та один із 148 депутатів Верховної Ради України, які підписали звернення до Сейму Республіки Польща з проханням визнати геноцидом поляків події національно-визвольної війни України 1942—1944 років. Цей крок перший Президент України Леонід Кравчук кваліфікував як національну зраду.
Голова Всеукраїнської координаційної ради організацій російських співвітчизників, Всеукраїнської громадської організації «Російськомовна Україна» та співголова Громадської організації «Міжнародний антифашистський фронт».
Співавтор суперечливих «законів про диктатуру».

### Співпраця з окупантами
Після військової агресії Росії проти України та анексії Криму мешканець Севастополя Вадим Колесніченко призупинив членство в Партії регіонів і відмовився від депутатського мандата у Верховній Раді України «у зв'язку з тим, що ми знаходимося на території держави РФ». Згодом визнав, що отримав російське громадянство. В окупованому Севастополі Колесніченко очолив місцеву організацію російської партії «Родіна» та її список на виборах до Законодавчих зборів Севастополя (російський аналог міської ради), одночасно балотуючись по одному з міських округів, але програв двічі. Партія «Родіна» не подолала прохідний бар'єр, а сам Вадим Колесніченко в окрузі з результатом 11,43 % (2303 голоси) програв директору Севастопольської загальноосвітньої школи № 25 Ірині Кравець, котра набрала 56,17 % (11468) голосів виборців.
У 2017 намагався балотуватися на посаду «губернатора» в окупованому Севастополі, проте окупаційна влада не допустила Колесніченка до виборів.
З 2016 року займає посаду секретаря окупаційної організації «Кримський футбольний союз», станом на 2024 рік успішно догоджає керівництву.

## Оцінки
- На думку кореспондента УНІАН Оксана Климончук, Колесніченка багато хто вважає одним з представників п'ятої колони в Україні[25].
- На думку політика Івана Зайця, Колесніченко відомий проросійським настроєм, тому об'єктивно сприймати його заяви не можна[26].
- Політик Ігор Мірошниченко назвав Колесніченка «головним провокатором з Партії регіонів» і повідомив, що Колесніченку приписують тісні зв'язки з російськими спецслужбами[27].
- Під час опитування в серпні 2011 р. інформаційною агенцією УНІАН експертів з українофобії щодо п'ятірки найактивніших українофобів часів Незалежності[28], В'ячеслав Брюховецький та Юрій Андрухович назвали Колесніченка на четвертому місці, Брати Капранови та Олександр Палій на п'ятому.
- За спогадами Геннадія Москаля, Колесніченко, будучи в другій половині 1990-х років депутатом ВР Криму, розмовляв виключно українською мовою і носив вишиванку, що дратувало його колег — російськомовних депутатів[29]. Ці свідчення підтверджує комуніст Леонід Грач: «Ми знаємо історію прибуття Колесніченка із Західної України… до Криму. Коли я керував партійним апаратом, ми забирали його на партійну роботу в Ялтинський міський комітет партії. Це були останні місяці радянської влади, коли він віддано служив комуністичній ідеї. А потім на очах, по суті, став антикомуністом, завзятим шовіністом»[30]. Згодом, за словами Л. Грача, Колесніченко почав захищати «бандерівщину». Ще пізніше «сів на проросійську тему, зрозумівши, що вона може принести дивіденди»[30].
- Член Партії регіонів Сергій Головатий назвав Колесніченка «ідіотом та дебілом», коментуючи його заяви про те, що західний діалект української мови — це відрижка, та просування законопроєкту «Про засади державної мовної політики». Головатий зазначив, що «він просто є інструментом Кремля, Лубянки, Путіна, імперської Росії, причому одним з багатьох, що присутні у вищих ешелонах української влади».[31]

## Кримінальні провадження

### Посягання на територіальну цілісність України
16 вересня 2015 року СБУ викликала Колесніченка на допит як підозрюваного в скоєнні злочинів, передбачених ч. 2 ст. 110 (посягання на територіальну цілісність і недоторканність України, що спричинило тяжкі наслідки) та ч. 3 ст. 161 (порушення рівноправності громадян залежно від їх расової, національної належності або ставлення до релігії) Кримінального кодексу України. 21 вересня 2015 року Шевченківський суд Києва дозволив почати заочне досудове розслідування проти Колесніченка за ч. 2 ст. 110 та ч. 3 ст. 161 Кримінального кодексу України. 23 вересня 2015 року СБУ знову викликала на допит Колесніченка.

### Розпалювання національної ворожнечі
У листопаді 2024 року суд виніс вирок Колесніченку у справі про розпалювання національної ворожнечі. За даними слідства, у квітні 2010-го він в Українському домі у Києві організував виставку фото й документів під назвою «Волинська різня — польські та єврейські жертви ОУН-УПА» з метою розпалювання національної ворожнечі та ненависті. Коли відвідувачі виставки висловили невдоволення щодо правдивості даних, Колесніченко закликав правоохоронців застосувати проти них фізичне насильство. Мова йшла про колишнього голову Київської міліції Петра Федчука і заступника командира «Беркуту» Сергія Кусюка. Колесніченка заочно засуджено до 5 років ув'язнення.

### Державна зрада
У грудні 2024 року Вадиму повідомлено про підозру у державній зраді, також його підозрюють у розпалюванні національної ворожнечі та глорифікації країни-агресора. Йому загрожує довічне ув'язнення.

## Антиукраїнські погляди
Колесніченко відомий своїми коментарями і діями, що багатьма розцінюються як українофобські, а кореспондентка УНІАН Оксана Климончук назвала його «королем українофобії». В інтерв'ю кореспондентові УНІАН Оксані Климончук Колесніченко заявив:
- «в Україні видано більше ста законів, які забороняють використання російської мови» і «держава заборонила її у всіх сферах»,
- «Сталін набагато розумніша і колоритніша фігура, ніж негідник Бандера»,
- «Нам в Україні нав'язують ідеологію бандерівщини і нацизму»,
- «ідіот» — це «оцінка розумового розвитку людини», а «дебіл» — це «медичний стан людини», і що «людей, які поводяться сьогодні неадекватно, інакше, як ідіотами і дебілами, назвати не можна. Тому що ставити свої погляди на розвиток держави вище за людей, називається ідіотизм, дебілізм, націоналізм і фашизм».

Коментуючи висновки Держдепартаменту США в доповіді про обмеження свободи слова й зборів в Україні, Колесніченко назвав їх «безумними» і заявив, що «автори доповіді чи обнюхалися нафталіну, чи накурилися». Коментуючи негативний висновок Венеційської комісії щодо його законопроєкту «Про мови в Україні», Колесніченко побачив в діях комісії «абсурд, підлість і цинізм» і висловив припущення, що комісія так вчинила тому, що «ми рилом не вийшли».
З нагоди Дня української мови та писемності Колесніченко виступив з промовою, в якій звинуватив націоналістів у незадовільному, на його думку, сучасному стані української літературної мови:

| «стараннями націоналістів українська мова перетворився на звалище суржику, в яку влізло все що завгодно, і тому літературної мови ми сьогодні не маємо»[44][45] |
- У вересні 2010 року Колесніченко написав відкритого листа до СБУ, з вимогою перевірити законність проведення фестивалю патріотичної пісні «Гайдамака. UA»[46]: «Нам стало відомо про проведення … фестивалю повстанської та патріотичної пісні Гайдамака. UA … Під час проведення Фестивалю організаторами планується ряд концертів українських музичних колективів з яскраво вираженою націоналістичною і ксенофобською спрямованістю, презентацій „Повстанських книжок“, лекцій і зустрічей з відомими націоналістично налаштованими музикантами, письменниками, політиками», — йшлося в листі російською мовою, — «Формат вшанування української повстанської та бойової пісні має стати закликом до дії молодих українців, про що свідчить і афіша заходу. На афіші зображений гайдамака з холодною зброєю в руках, готовий до бою. Самі ж організатори відомі своєю мілітаристською анархічною ідеологією, гасла якої зображені на одязі. Музичні групи, виступ яких планується, відзначаються явно ксенофобською і націоналістичною спрямованістю текстів пісень. Так, група „ОтVinta“ культивує, а швидше за все явно закликає українців до фізичного знищення представників різних національностей без розбору …. У зв'язку з цим і тексти пісень таких груп направлені на явну образу людини за національною ознакою».

Народний депутат від «Наша Україна — Народна самооборона» Олесь Доній реагуючи на прохання В.Колесніченко до СБУ перевірити на предмет законності фестиваль «Гайдамака. UA», сказав, що «Колесніченко є відомим українофобом. Це людина, яка чітко ненавидить українську історію, українську культуру. Будь-яка згадка про незалежність України у нього викликають якусь незрозумілу лють. Він сприймає дуже боляче те, що Україна здобула незалежність».
- 5 листопада 2010 року Колесніченко зареєстрував у Верховній Раді України проєкт Постанови «Уточнення понятійного апарату мови діловодства державних органів влади, судочинства, тощо» (стосовно розмежування прикметників «руський» та «російський»), через що ЗМІ звинуватили його[50][51][52] в намаганні замінити слово «українець» на «руський», адже в проєкті було запропоновано замінити прикметник «російський» на прикметник «руський» в мові законодавства, офіційного діловодства, судочинства, тощо відносно термінів, понять, процесів, явищ, що пов'язані з приналежністю до руської культури, яка лежіть своїми коренями в давній державі — Київська Русь.
- У січні 2011 року Колесніченко Вадим звернувся до генерального прокурора України із запитом про заборону виробництва, торгівлі та розповсюдження ксенофобської продукції на території України. Приводом для депутатського запиту стало звернення співголови Латвійського антифашистського комітету Йосипа Коріна та громадського діяча Михайла Райфа (Ізраїль) щодо «ганебних фактів продажу на гірськолижних курортах Карпат, майдані Незалежності міста Києва і в соціальній мережі Інтернет (український сегмент) ксенофобської і такої, що розпалює міжнаціональну ворожнечу, продукції»[53]. Предметом звернення стала придбана заявниками в магазині «Сувеніри Буковелі» (с. Паляниця, Яремчанська міська рада, Івано-Франківської області) сувенірна продукція, а саме магніти, на яких можна побачити такі написи: «Дякую тобі Боже, що я не москаль!», «Кохайтеся, чорнобриві, та не з москалями!» та інші, які «в суспільній свідомості і на думку міжнародних правозахисників мають ксенофобську спрямованість стосовно українських громадян російської національності і громадян Російської Федерації»[53]. В зверненні зазначається, що на одному з чеків, який містить інформацію про придбання сувенірів 1 січня 2011 року о 14 год. 48 хв., «прямо присутня ксенофобна назва магніту — „Москаль“»[53]. Як зазначає Колесніченко, «у написах на сувенірній продукції дуже чітко простежується агресія і негативне ставлення до вищевказаних осіб. Приміром, з вислову „Дякую тобі Боже, що я не москаль!“ складається враження, що мати будь-який зв'язок з Російською Федерацією, російською культурою, російською мовою — це надзвичайно ганебно»[53].

Вадим Колісниченко за результатами анкетування журналістів суспільно-політичної і ділової преси України був названий одним із найбільш скандальних депутатів за антиукраїнські настрої. На прохання журналіста заперечити, що він є антиукраїнським політиком Колесніченко відмовився спростувати свою позицію:

| Мене в даному випадку це не турбує. Називають антиукраїнським? І, слава Богу. Знаєте, адже для політика все, крім некролога - піар. Оригінальний текст (рос.) [ Меня в данном случае это не беспокоит. Называют антиукраинским? И, слава Богу. Знаете, для политика ведь все, кроме некролога - пиар. ] Помилка: [undefined] Помилка: {{Lang}}: немає тексту (допомога): текст вже має курсивний шрифт (допомога) |
Тим не менше, Вадим Колесніченко оголосив конкурс для всіх українських журналістів, експертів та зацікавлених осіб, які здатні надати докази на підтвердження його «українофобства». Переможцем стане той, хто надасть пряму мову або відеоряд, де Вадим Колесніченко безпосередньо принижує Українську державу, народ, мову чи культуру (не беруться до уваги перекази слів В.Колесніченка третіми особами, оціночні судження, ярлики чи наклеп). Для нагородження виділяється 10 000 гривень за рахунок особистих коштів Народного депутата України.
Строк подачі заяв — необмежений. Докази слід надсилати на його офіційну електронну адресу.
До цього часу, за версією самого депутата, жодного доказу надіслано не було
У своєму блозі на інформаційному інтернет-порталі «Українська правда» Вадим Колесніченко пише: 
| «Люблю Україну й весь український народ, без поділу на мови чи національності, є переконаним патріотом нашої держави. Завжди буду протидіяти ксенофобії, дискримінації, спробам "титулізації" нашого суспільства. Адже впевнений, що "українська нація" – це політичне визначення, що об'єднує всіх представників українського народу, в незалежності від етнічного походження чи рідної мови, на засадах демократії, безумовної поваги до прав людини та спільного бачення майбутнього. Всі разом ми 20 років тому створили Українську Державу»[57] |
2 липня 2012 р. Колесніченко в ефірі телеканалу ICTV заявив: «Я проти львівсько-галицьких діалектів, які засмітили сьогодні засоби масової інформації. Я не вважаю, те, що нам пропонують, українською мовою. Це відрижка тієї частини України, яка колись була постійно під чиїмось гнітом»

### Участь у спробі скасувати український дубляж
Колесніченко був одним з найзапекліших противників впровадження українського дубляжу в кінопрокат України. У 2010 році українські ЗМІ повідомляли що член ПР Вадим Колесніченко разом з Олексієм Костусєвмим, Дмитром Табачником, Володимиром Семиноженком та Іриною Бережною, лобіює інтереси російських дистриб'юторів, що прагнуть повернути російський дубляж в Україні, намагаючись скасувати обов'язковий український дубляж для українського кінопрокату.

## Висловлювання стосовно Євромайдану
20 лютого, під час протистояння на вулицях Києва протестувальників зі спецпризначенцями та внутрішніми військами, Колесніченко заявив:

| «Я з хвойдами, курвами та тварюками не братиму участь ні в якому парламентському засіданні. Тому що ці підараси несуть особисту відповідальність за те, що вони роздали людям бойову зброю. Цих тварюк треба судити, а не вести з ними якісь переговори. Курви та гопники — і Турчинов, і тварюки, які його оточують, інакше не можу сказати.» Оригінальний текст (рос.) «Я с суками, блядями и тварями не буду принимать участие ни в каком парламентском заседании. Потому что эти пидорасы несут личную ответственность за то, что они раздали людям боевое оружие. Этих тварей нужно судить, а не вести с ними какие-то переговоры. Бляди и гопники – и Турчинов, и эти твари, которые его окружают, по-другому не могу сказать»[60] |
За словами Колесніченка, о 9 годині (20 лютого) він повинен був підійти на Майдан до формування севастопольського Беркута:

| «Вони мені за 40 хвилин повідомили, що у них почали стріляти з автоматів і шість наших лягло пораненими. Вони говорять тільки одне: „Чому ця суча влада не видасть нам зброї?..“ А ці підараси нам розповідають, що якісь снайпери їх відстрілюють. А цього козла Найєма, підора кінченого, треба просто взяти і розстріляти!» Оригінальний текст (рос.) «Они мне за 40 минут сообщили, что в них начали стрелять из автоматов, и шесть человек наших легло ранеными. И эти пидорасы нам рассказывают, что какие-то снайперы их отстреливают. А этого козла Найема, пидора конченого, нужно просто взять и расстрелять!»[60] |

## Скандали
3 лютого 2011 року за поданням Вадима Колесніченка Національна експертна комісія з питань захисту суспільної моралі визнала кліп «Ти і я» співачки Єви Браун еротичним і таким, що пропагує фашизм..
5 березня 2012 року в ефірі програми Шустер LIVE виникла штовханина між В. Колесніченком та активісткою руху FEMEN Олександрою Шевченко, приводом для якої стало його образливе слово на її адресу. В ході цієї потасовки депутат в прямому ефірі назвав активістку «ганьбою», «проституткою» та «п'яною бабою».
24 травня 2012 року після засідання Верховної Ради України В. Колесніченка було побито у сесійній залі Верховної Ради. При виході з будівлі Верховної Ради хтось з мітингувальників поцілив політикові кросівком у голову. Приводом агресії став Закон України «Про засади державної мовної політики», який за оцінками багатьох експертів є антиукраїнським і по своїй суті є підґрунтям для введення другої державної мови.
25 травня 2012 депутат від НУ-НС В'ячеслав Кириленко і Колесніченко влаштували бійку в прямому ефірі програми «Шустер Live». Колесніченко запропонував депутатові від НУ-НС подивитись на нього без трусів: «Вам що труси зняти показати?», — сказав він. Після цієї фрази Кириленко кинувся на Колесніченка з кулаками.
26 травня 2012 року професор Тімоті Снайдер з Єльського університету в офіційній заяві повідомив, що Вадим Колесніченко брутально порушив його авторські права при виданні книги «ОУН и УПА: исследования о создании „исторических“ мифов» (Київ, 2012) і зажадав публічного вибачення, а також видалення цієї книги з Інтернету і знищення всіх її паперових копій. В іншому разі Снайдер вважає можливим розглядати варіанти захисту своїх прав за допомогою юридичних засобів.
30 липня 2012 року Колесніченка зловили на перекручуванні фактів в розповідях про те, що його батько згорів у танку під час війни, хоч сам Колесніченко народився через 13 років після неї, а його батько на момент «горіння в танку» мав вік 8 років. Про таку «обмовку» одіозного регіонала повідомив у своїй публікації в «Українській правді» Тарас Марусик.
9 квітня 2013 року на прес-конференції щодо проблеми використання мов при створенні біометричних паспортів молода дівчина кинула у Вадима Колесніченка два пакети з екскрементами. При цьому вона викрикнула фразу: «Бандити перейшли вже всі межі!».. З'ясувалося, що нападниця на ім'я Єлизавета Жарікова є членом Коаліції учасників Помаранчевої революції (КУПР). Її ідея жбурнути саме фекаліями пов'язана із народною назвою законопроєкту «Про засади державної мовної політики» Колесніченка-Ківалова — «законопроєкт КаКа». Наступного дня після нападу Шевченківський суд Києва присудив їй штраф у розмірі 51 гривні.
15 квітня 2013 року доктор Джон Пол Химка прокоментував чергову інтелектуальну крадіжку у книжці, виданій Вадимом Колесніченком під заголовким «Война или военная преступность»: «Маю рефлективну відразу на таке, ніби віруючий на богохульство. І, на жаль, точно такою дешевою інструменталізацією (використанням історії з політичною метою) трагічної долі мільйонів невинних людей займається п. Колесніченко»
Також історик Андрій Усач повідомив, що у тій же брошурі «Война или военная преступность» під виглядом автентичних історичних документів опубліковані фальшивки.

## Санкції
- 22 листопада 2024 року рішенням РНБО позбавлений усіх державних нагород України.[72]

## Особисте життя

### Родина
Батько — Василь Корнійович Колесніченко (* 1935); дружина — Лілія Петрівна Македон (* 1976), син — Всеволод.

## Нагороди
- Нагороджений медаллю «Святого Князя Володимира» УПЦ МП у 2007 році[73]
- Нагороджений орденом Дружби (Російська Федерація, 2008)[74]
- Українське видання «Дзеркало тижня» 7 березня 2009 року опублікував рейтинг найвпізнаваніших спікерів у Верховній Раді України, серед яких, від Партії Регіонів Вадим Колесніченко посів 8 місце[75]
- 27 грудня 2009 року за громадську правозахисну діяльність та захист інтересів Української православної церкви Предстоятелем Української православної церкви Блаженним Митрополитом Володимиром нагороджений орденом «Почаевської ікони Пресвятої Богородиці»[73]
- Лауреат премії «Співвітчизник — 2009»[76]
- Нагороджений Пам'ятною відзнакою «За заслуги перед Севастополем» (2008), дипломом та відзнакою «Громадське визнання» (2010), Почесною відзнакою Одеської національної юридичної академії, «Золота Зірка — Честь і Гідність» (2010, позбавлений)[77]
- Заслужений юрист України (20 серпня 2010)[14]
- Народний депутат України Вадим Колесніченко за дорученням президента Міжнародної асоціації блакитних шоломів Організації Об'єднаних Націй «Солдати світу» Лорана Аттар-Байру 24 жовтня 2011 року в Києві був нагороджений Пам'ятною медаллю миру (фр. — Medaille commemorative de la paix) ООН[78]
- Медаль Пушкіна (Російська Федерація, 9 лютого 2013) — за великий внесок у збереження та популяризацію російської мови та культури за кордоном[79][80]
- Нагороджений Хрестом пам'яті жертв геноциду ОУН-УПА, яку вручив голова кресового патріотичного руху Польщі.[81] газета «Експрес», 11.07.2013 року